# Дело Илле Иванова
Дело Илле Иванова, или дело газеты «Взятка» — уголовное преследование 58-летнего чувашского поэта и публициста Илле (Ильи Арсентьевича) Иванова по обвинению в разжигании межнациональной розни с использованием СМИ (ч. 1 ст. 282 УК РФ). Он обвиняется в авторстве статьи «Покажи мне твой язык, и я скажу — кто ты», внесённой в федеральный список экстремистских материалов.
Дело получило большой общественный и политический резонанс и обсуждалось на XIV сессии Госсовета Чувашской Республики. Кроме того, оно было включено в список факторов, негативно влияющих (по мнению одного из общественных фондов) на стабильность Чувашии. По данным исторической справки интернет-газеты «Ирӗклӗ Сӑмах», это первое уголовное преследование по обвинению в чувашском национализме начиная с 1930-х годов.

## Мнение следствия
Согласно данным Следственного управления Следственного комитета России по Чувашской Республике, в статье «используются специальные языковые средства для целенаправленной передачи отрицательных эмоциональных оценок, негативных установок по отношению к группе людей по национальному признаку, а также содержатся утверждения и призывы, направленные на возбуждение межнациональной розни и враждебного отношения между представителями двух крупнейших национальностей, проживающих на территории Чувашской Республики», что подтверждено заключением комплексной психолого-лингвистической экспертизы.

## Мнение адвокатов и правозащитников
Об отсутствии оснований для уголовного преследования журналистов «Взятки» заявлял антиэкстремистский центр «Сова», а московская правозащитная организация «Союз солидарности с политзаключёнными» назвала дело Илле Иванова беспочвенным и политически мотивированным.
Письмо в поддержку И. Иванова подписали свыше ста человек; среди них писатель, филолог, почётный президент Чувашского национального конгресса А. П. Хузангай, бывший президент ЧНК Геннадий Архипов, заслуженный деятель науки РФ, доктор филологических наук, профессор Чувашского государственного университета В. Г. Родионов, заслуженный деятель искусств и народный поэт Чувашской Республики, доктор философских наук Н. А. Исмуков, заслуженный деятель науки Чувашской Республики, доктор филологических наук Н. И. Егоров, чемпион Европы по гиревому спорту, мастер спорта международного класса Б. Н. Глинкин и другие.

## Оглашение и обжалование приговора
10 октября 2013 года суд признал Илле Иванова виновным и приговорил к 300 часам исправительных работ, сразу же освободив его от наказания в связи с истечением срока давности.
28 октября 2013 года Илле Иванов и его защита подали три апелляции по итогам процесса с требованием отмены обвинительного приговора суда и пересмотра дела.